# Rokytnice (Přerov)
Rokytnice é uma comuna checa localizada na região de Olomouc, distrito de Přerov.